# Gabriël (aartsengel)

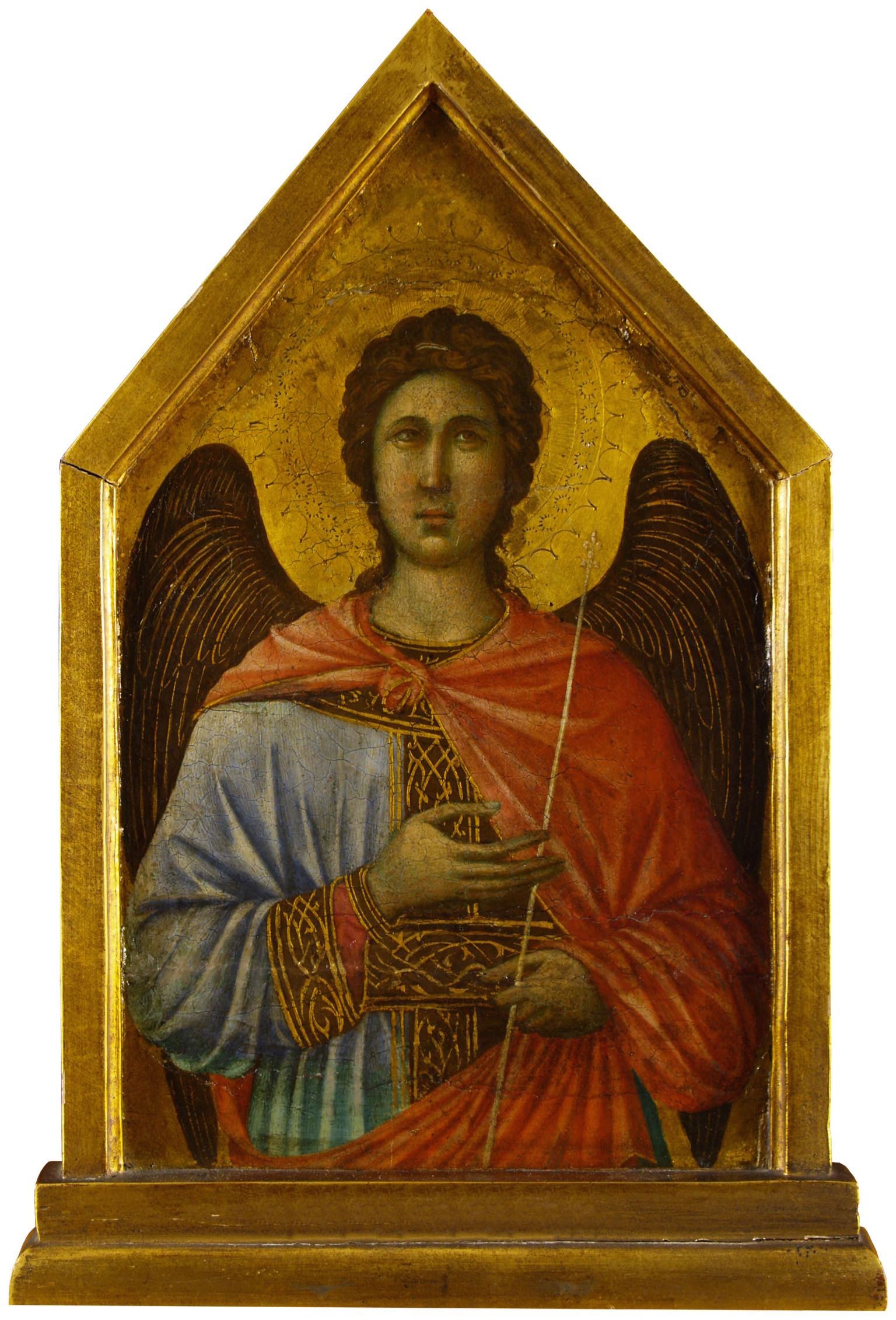
De aartsengel Gabriël, door Duccio di Buoninsegna

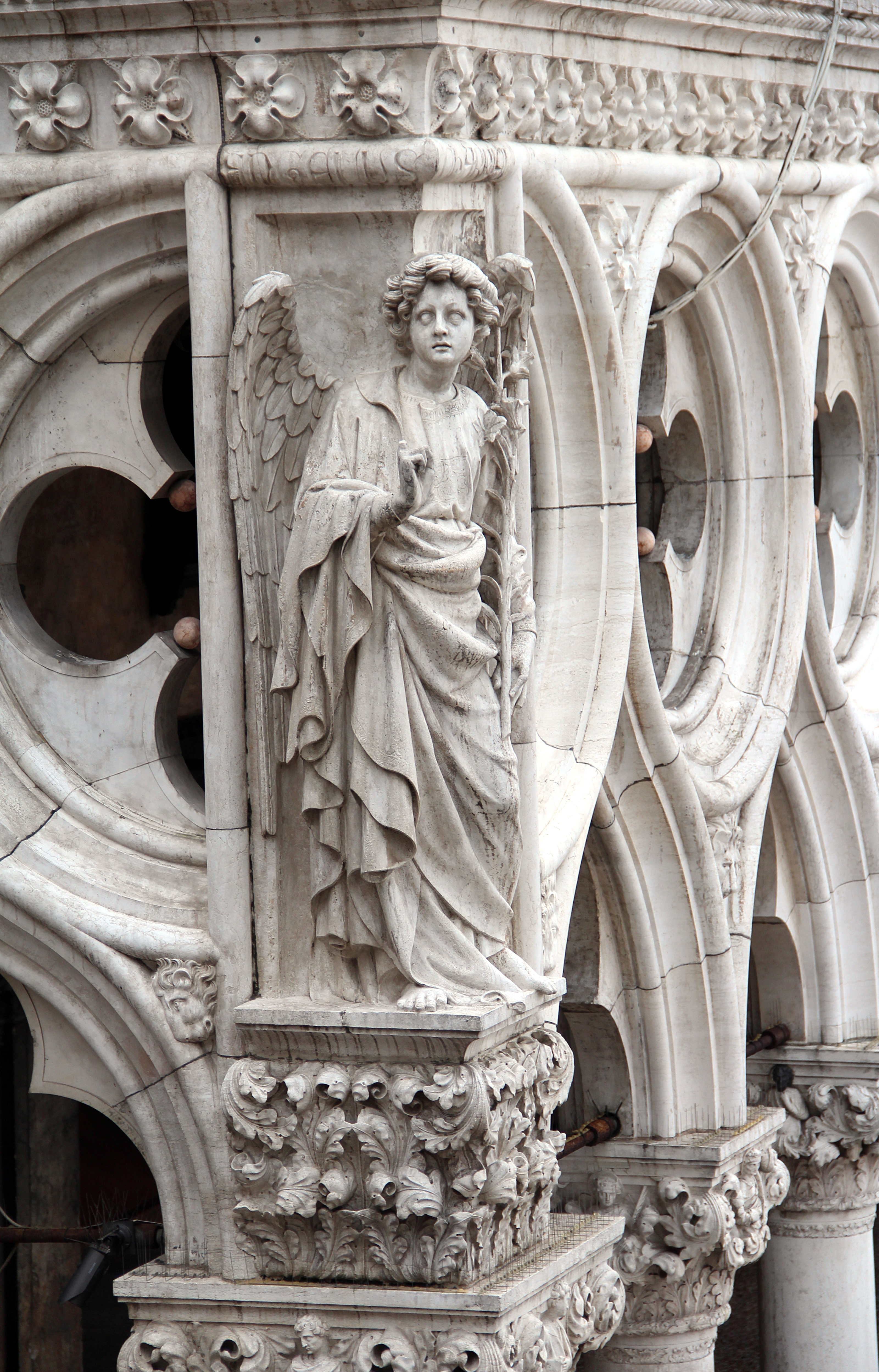
Standbeeld van aartsengel Gabriël (15e eeuw), op de top van de noordwestelijke hoekpijler van het Palazzo Ducale in Venetië.

Gabriël (Hebreeuws: גבריאל, "(sterke) man van God", Grieks: Γαβριήλ, Gavriel, Latijn: Gabrielus, Arabisch: جبريل , Dzjibriel of جبرائيل , Dzjibrāʾiel) is een engel die voorkomt in de Hebreeuwse Bijbel en het Nieuwe Testament. In de islam is Gabriël bekend als Djibriel. Hij wordt door velen als een aartsengel beschouwd.

## Gabriël in het Jodendom

### Hebreeuwse Bijbel
Gabriël treedt tweemaal op in het boek Daniël. Hoewel Gabriël hier als man en niet als een engel wordt aangeduid, is hij dat volgens de joodse en christelijke traditie wel.
- Daniël 8:15-26 verhaalt over een visioen van de profeet Daniël. Daarin verschijnt hem iemand 'die eruitzag als een man'. Een stem over het Ulaikanaal beveelt Gabriël ervoor te zorgen dat Daniël zijn visioen begrijpt.
- In Daniël 9:21 gaat Gabriël tijdens het gebed van Daniël naar hem toe om uitleg te geven over hoe en wanneer God de zonden van de Israëlieten zal vergeven.

### Joodse traditie
In de joodse traditie waren het Gabriël en Michaël die naar Sodom gingen (Genesis 19), Michaël om Lot te redden, Gabriël om de stad te vernietigen. De Talmoed beschrijft hem als de enige engel die het Aramees sprak.
In het Eerste boek van Henoch, een Israëlitische tekst uit de tweede eeuw voor onze jaartelling, wordt Gabriël beschreven als 'een van de heilige engelen, die aangesteld is over het paradijs, de slangen en de Cherubijnen' (1 Henoch 20:7,8).
In het Tweede boek van Henoch, een tekst van voor 70 n.Chr., neemt Gabriël de pasgeboren Melchisedek naar de Hof van Eden, waardoor deze niet met de zondvloed geconfronteerd zal worden.
In 2008 werd de vertaling van het visioen van Gabriël gepubliceerd, een tekst uit de 1e eeuw v.Chr. Deze tekst is een messiaanse profetie die wordt geuit door iemand die zich Gabriël noemt, waarschijnlijk wordt hiermee de engel bedoeld.

## Gabriël in het christendom

### Canonieke Nieuwe Testament
Gabriël komt ook tweemaal voor in het Evangelie volgens Lucas.
- Een engel kondigde volgens Lucas 1:11-20 aan Zacharias de geboorte van zijn zoon Johannes de Doper aan. Zacharias vraagt hem of die boodschap wel juist is. Hierop antwoordt de engel: "Ik ben Gabriël die altijd in Gods nabijheid is, en ik ben gezonden om je dit goede nieuws te brengen."
- In Lucas 1:26-38 kondigde Gabriël Maria haar aanstaande maagdelijke zwangerschap aan, en de geboorte van Jezus 'die de Zoon van de Allerhoogste zal worden genoemd'. De christelijke terminologie voor deze aankondiging is annunciatie of 'Maria Boodschap'.

### Christelijke cultuur
In de christelijke kunst worden de engelen, en dus ook Gabriël, afgebeeld als een man in een lang gewaad met vleugels op de rug en met, als symbool van heiligheid, een aureool rond het hoofd. In schilderijen of Byzantijnse iconen van de "Annunciatie" (aankondiging) heeft de engel Gabriël in zijn hand vaak witte lelies, als symbool van de maagdelijkheid van Maria; soms ook een bazuin (symbool van de aankondiging van een belangrijke gebeurtenis). Op iconen waarop de aartsengel Gabriël alleen wordt afgebeeld, heeft hij meestal een staf in de hand als symbool van zijn kwaliteit als - Goddelijke - boodschapper, zoals Hermes in de Klassieke oudheid.

### Andere visie
Joseph Smith, stichter van de Kerk van Jezus Christus van de Heiligen der Laatste Dagen (de "mormonen"), suggereerde dat Gabriël in dit sterfelijke bestaan als de patriarch Noach leefde. Dit wordt echter niet in het Boek van Mormon genoemd en slechts eenmaal in de mormoonse leergeschriften als een soort voetnoot vermeld.

## Gabriël in de islam
Michaël · Gabriël · Rafaël · Uriël · Azraël 